# Distrikt Samugari
Der Distrikt Samugari liegt in der Provinz La Mar in der Region Ayacucho in Südzentral-Peru. Der Distrikt wurde am 16. Juli 2010 aus Teilen des Distrikts San Miguel gebildet. Er besitzt eine Fläche von 380 km². Beim Zensus 2017 wurden 10.459 Einwohner gezählt. Sitz der Distriktverwaltung ist die auf einer Höhe von 810 m gelegene Kleinstadt Palmapampa mit 3893 Einwohnern (Stand 2017). Palmpampa liegt knapp 45 km nordöstlich der Provinzhauptstadt San Miguel.

## Geographische Lage
Der Distrikt Samugari liegt in der peruanischen Zentralkordillere im Nordosten der Provinz La Mar. Der Distrikt wird im Nordosten von dem nach Norden strömenden Río Apurímac begrenzt.
Der Distrikt Samugari grenzt im Südosten und im Süden an den Distrikt Anchihuay, im Südwesten an den Distrikt San Miguel, im Westen an den Distrikt Tambo, im Norden an den Distrikt Santa Rosa sowie im Nordosten an den Distrikt Kimbiri (Provinz La Convención).

## Ortschaften
Neben dem Hauptort gibt es folgende größere Ortschaften im Distrikt:
- Canal (533 Einwohner)
- Monterrico (799 Einwohner)
- Pampahuasi (266 Einwohner)
- Paquichari (205 Einwohner)
- Pichiwilca (1167 Einwohner)
- Piriato Sorza (378 Einwohner)
- San Agustin (330 Einwohner)
- Union Vista Alegre (220 Einwohner)